# Marcus Christopher
Marcus Christopher (Canton, 31 de diciembre de 2002) es un deportista estadounidense que compite en ciclismo en la modalidad de BMX estilo libre.
Consiguió seis medallas en los X Games, en la prueba de parque. Participó en los Juegos Olímpicos de París 2024, ocupando el cuarto lugar en la misma prueba.

## Medallero internacional
| \| X Games de Verano \| X Games de Verano \| X Games de Verano \| X Games de Verano \| \| Año \| Lugar \| Medalla \| Prueba \| \| ----------------- \| ------------------------------- \| ----------------- \| -------------------- \| \| 2023 \| Chiba (Japón) \| Medalla de bronce \| Parque \| \| 2024 \| California (Estados Unidos) \| Medalla de oro \| Parque \| \| 2024 \| Chiba (Japón) \| Medalla de bronce \| Parque \| \| 2024 \| Chiba (Japón) \| Medalla de bronce \| Parque – Mejor truco \| \| 2025 \| Osaka (Japón) \| Medalla de plata \| Parque \| \| 2025 \| Salt Lake City (Estados Unidos) \| Medalla de plata \| Parque \| |                                 |                   |                      |
| X Games de Verano |                                 |                   |                      |
| Año | Lugar                           | Medalla           | Prueba               |
| 2023 | Chiba (Japón)                   | Medalla de bronce | Parque               |
| 2024 | California (Estados Unidos)     | Medalla de oro    | Parque               |
| 2024 | Chiba (Japón)                   | Medalla de bronce | Parque               |
| 2024 | Chiba (Japón)                   | Medalla de bronce | Parque – Mejor truco |
| 2025 | Osaka (Japón)                   | Medalla de plata  | Parque               |
| 2025 | Salt Lake City (Estados Unidos) | Medalla de plata  | Parque               |